# Liste der Baudenkmäler in Billerbeck
Die Liste der Baudenkmäler in Billerbeck enthält die denkmalgeschützten Bauwerke auf dem Gebiet der Stadt Billerbeck im Kreis Coesfeld in Nordrhein-Westfalen (Stand: Februar 2021). Diese Baudenkmäler sind in der Denkmalliste der Stadt Billerbeck eingetragen; Grundlage für die Aufnahme ist das Denkmalschutzgesetz Nordrhein-Westfalen (DSchG NRW).

| Bild | Bezeichnung                                    | Lage                                                   | Beschreibung | Bauzeit   | Eingetragen seit | Denkmal- nummer |
| --- | ---------------------------------------------- | ------------------------------------------------------ | --- | --------- | ---------------- | --------------- |
| Haus Beckebans                                                                                           | Haus Beckebans                                 | Billerbeck Münsterstraße 6 Karte                       | |           | 03.08.1984       | 1               |
| Steinhaus                                                                                                | Steinhaus                                      | Billerbeck Münsterstraße 25 Karte                      | |           | 29.08.1984       | 2               |
| BW | Wehrspeicher                                   | Aulendorf Aulendorf 12 Karte                           | |           | 29.08.1984       | 3               |
| Wohn- und Geschäftshaus                                                                                  | Wohn- und Geschäftshaus                        | Billerbeck Lange Straße 8 Karte                        | |           | 21.01.1985       | 4               |
| Kapelle des St.-Ludgerus-Stifts                                                                          | Kapelle des St.-Ludgerus-Stifts                | Billerbeck Hospitalstraße 10 Karte                     | |           | 05.02.1985       | 5               |
| BW | Kreuzgewölbekeller                             | Billerbeck Münsterstraße 2 Karte                       | |           | 28.02.1985       | 6               |
| Wohn- und Geschäftshaus                                                                                  | Wohn- und Geschäftshaus                        | Billerbeck Münsterstraße 2 Karte                       | |           | 01.08.1988       | 6a              |
| Richthof                                                                                                 | Richthof                                       | Billerbeck Mühlenstraße 34 Karte                       | Haupthaus, Gräfte, Torpfeiler aus Sandstein u. Holzzaun, Bauhaus, 2 Torpfeiler | 1820      | 11.03.1985       | 7               |
| Kriegerehrenmal                                                                                          | Kriegerehrenmal                                | Billerbeck Bahnhofstraße Karte                         | |           | 11.03.1985       | 8               |
| weitere Bilder                                                                                           | Rathaus                                        | Billerbeck Markt 1 Karte                               | |           | 11.03.1985       | 9               |
| weitere Bilder                                                                                           | Johanniskirche                                 | Billerbeck Johannikirchplatz Karte                     | |           | 10.03.1985       | 10              |
| weitere Bilder                                                                                           | Propstei- und Wallfahrtskirche St. Ludgerus    | Billerbeck Markt 8 Karte                               | |           | 20.03.1985       | 11              |
| Kolvenburg                                                                                               | Kolvenburg                                     | Billerbeck An der Kolvenburg 3 Karte                   | |           | 24.06.1987       | 12              |
| Ludgerus-Brunnenkapelle                                                                                  | Ludgerus-Brunnenkapelle                        | Billerbeck Ludgeristraße Karte                         | kleiner offener Ziegelbau im Stil des Barocks mit reicher Sandsteingliederung | 1702      | 09.07.1985       | 12 a            |
| Aupertskapelle                                                                                           | Aupertskapelle                                 | Billerbeck Holthauser Straße Karte                     | |           | 11.09.1985       | 13              |
| Ackerbürgerhaus                                                                                          | Ackerbürgerhaus                                | Billerbeck Mühlenstraße 9 Karte                        | |           | 14.12.1993       | 14              |
| weitere Bilder                                                                                           | Burganlage Haus Hameren                        | Alstätte Alstätte 22 Karte                             | |           | 04.03.1986       | 15              |
| Speicherhäuschen                                                                                         | Speicherhäuschen                               | Billerbeck Johannikirchplatz 2 Karte                   | |           | 19.03.1986       | 16              |
| Speicherhäuschen                                                                                         | Speicherhäuschen                               | Billerbeck Johannikirchplatz 6, 7 Karte                | |           | 19.03.1986       | 17              |
| weitere Bilder                                                                                           | Klosteranlage Gerleve                          | Gerleve Gerleve 1 Karte                                | |           | 20.11.1986       | 18              |
| BW | Kornspeicher                                   | Temming (Kentrup) Temming 63 Karte                     | |           | 20.07.1987       | 19              |
| ehemaliges Archidiakonat                                                                                 | ehemaliges Archidiakonat                       | Billerbeck Johannikirchplatz 11 Karte                  | |           | 26.08.1987       | 20              |
| Speicherhäuschen                                                                                         | Speicherhäuschen                               | Billerbeck Johannikirchplatz 4, 5 Karte                | |           | 13.06.1988       | 21              |
| Doppelbildstock                                                                                          | Doppelbildstock                                | Billerbeck Mühlenstraße 34 Karte                       | |           | 31.01.1985       | 22              |
| Bildstock                                                                                                | Bildstock                                      | Bombeck Bombeck 38 Karte                               | |           | 05.02.1985       | 23              |
| Ludgerusstandbild                                                                                        | Ludgerusstandbild                              | Billerbeck Ludgeristraße Karte                         | vom Bildhauer Bernhard Meyer geschaffene Liudgerfigur mit Zügen des Kardinals von Galen | 1954      | 26.02.1985       | 24              |
| BW | Bildstock                                      | Dörholt Karte                                          | |           | 27.11.1985       | 25              |
| [[Vorlage:Bilderwunsch/code!/C:51.9766156,7.276461!/D:Bildstock, Annettestraße Coesfelder Straße!/\|BW]] | Bildstock                                      | Billerbeck Annettestraße Coesfelder Straße Karte       | Der Bildstock war bereits zum Zeitpunkt seiner Eintragung in schlechtem baulichen Zustand und wurde in der Folge eingelagert. Er ist zurzeit nicht öffentlich zugänglich. |           | 14.10.1988       | 26              |
| BW | Wegekreuz                                      | Temming Karte                                          | |           | 27.11.1985       | 27              |
| BW | Bildstock                                      | Aulendorf Aulendorf 31 Karte                           | |           | 27.11.1985       | 28              |
| BW | Bildstock                                      | Temming Temming 22 Karte                               | |           | 23.10.1986       | 29              |
| BW | Bildstock                                      | Bombeck Karte                                          | |           | 27.10.1986       | 30              |
| BW | Heiligenfigur                                  | Dörholt Dörholt 14 Karte                               | |           | 13.03.1987       | 31              |
| BW | Bildstock                                      | Dörholt Dörholt 21 Karte                               | |           | 16.03.1987       | 32              |
| BW | Bildstock                                      | Lutum Lutum 4 Karte                                    | |           | 14.10.1987       | 33              |
| BW | Bildstock                                      | Esking Esking 23 Karte                                 | |           | 20.10.1987       | 34              |
| Bildstock Mondsichelmadonna                                                                              | Bildstock Mondsichelmadonna                    | Billerbeck Hospitalstraße 10 Karte                     | |           | 21.10.1987       | 35              |
| BW | Bildstock                                      | Temming Temming 46 Karte                               | |           | 21.10.1987       | 36              |
| Ackerbürgerhaus                                                                                          | Ackerbürgerhaus                                | Billerbeck Lange Straße 1 Karte                        | |           | 21.09.1988       | 37              |
| Gebäude „Haus Bertels“                                                                                   | Gebäude „Haus Bertels“                         | Billerbeck Münsterstraße 8 Karte                       | |           | 28.11.1988       | 38              |
| zweigeschossiges Giebelhaus                                                                              | zweigeschossiges Giebelhaus                    | Billerbeck Ludgeristraße 12 Karte                      | |           | 13.10.1988       | 39              |
| Bildstock                                                                                                | Bildstock                                      | Osthellen Osthellen 6 Karte                            | |           | 14.10.1988       | 40              |
| Kötterhaus                                                                                               | Kötterhaus                                     | Bombeck Bombeck 23 Karte                               | |           | 29.11.1988       | 41              |
| Wohngebäude                                                                                              | Wohngebäude                                    | Billerbeck Johannikirchplatz 18 Karte                  | |           | 25.11.1988       | 42              |
| BW | Donatusbildstock                               | Dörholt Karte                                          | |           | 04.07.1989       | 43              |
| Bildstock Herz Jesu                                                                                      | Bildstock Herz Jesu                            | Osthellen Osthellen 9 Karte                            | |           | 20.07.1989       | 44              |
| Alte Blechschule                                                                                         | Alte Blechschule                               | Billerbeck Johannikirchplatz 9 Karte                   | |           | 08.06.1989       | 45              |
| Wohnhaus                                                                                                 | Wohnhaus                                       | Billerbeck Schmiedestraße 7 Karte                      | |           | 23.01.1990       | 46              |
| Gaststätte Homoet                                                                                        | Gaststätte Homoet                              | Billerbeck Schmiedestraße 2 Karte                      | |           | 07.02.1990       | 47              |
| BW | Fachwerkspeicher                               | Hamern Hamern 38 Karte                                 | |           | 20.02.1990       | 48              |
| BW | Wassermühle                                    | Temming Temming 5 Karte                                | |           | 13.02.1992       | 49              |
| Marienkapelle Aulendorf                                                                                  | Marienkapelle Aulendorf                        | Aulendorf Karte                                        | |           | 20.08.1990       | 50              |
| DRK-Heim                                                                                                 | DRK-Heim                                       | Billerbeck Johannikirchplatz 15 Karte                  | |           | 23.04.1990       | 51              |
| Ludgerigrundschule                                                                                       | Ludgerigrundschule                             | Billerbeck Ludgeristraße 24 Karte                      | |           | 23.04.1990       | 52              |
| Wohnhaus                                                                                                 | Wohnhaus                                       | Billerbeck Johannikirchplatz 8 Karte                   | |           | 11.06.1990       | 53              |
| BW | Fachwerkspeicher                               | Bockelsdorf Bockelsdorf 9 Karte                        | |           | 17.09.1990       | 54              |
| weitere Bilder                                                                                           | Hofanlage ehemaliges Gut Möltgen, Haus Homoet  | Aulendorf Aulendorf 12 Karte                           | |           | 17.10.1990       | 55              |
| Wohnhaus                                                                                                 | Wohnhaus                                       | Billerbeck Münsterstraße 9 Karte                       | |           | 03.12.1991       | 56              |
| Bildstock Hl. Johannes Nepomuk                                                                           | Bildstock Hl. Johannes Nepomuk                 | Billerbeck Mühlenstraße Karte                          | |           | 06.06.1991       | 57              |
| Wohnhaus                                                                                                 | Wohnhaus                                       | Billerbeck Münsterstraße 59 Karte                      | |           | 12.09.1991       | 58              |
| Hochkreuz Alter Friedhof                                                                                 | Hochkreuz Alter Friedhof                       | Billerbeck Hagen Karte                                 | |           | 15.09.1993       | 59              |
| Martersäule                                                                                              | Martersäule                                    | Billerbeck Johannikirchplatz Karte                     | [ 2 ] | 1932      | 23.11.1993       | 60              |
| Heiligenhäuschen                                                                                         | Heiligenhäuschen                               | Billerbeck Johannikirchplatz Karte                     | |           | 29.08.1994       | 61              |
| Kreuzwegstationen                                                                                        | Kreuzwegstationen                              | Billerbeck Hagen Karte                                 | Gestiftet von der Bürgerschaft anlässlich des 50-jährigen Priesterjubiläums von Propst Anton Laumann. Errichtet nach Modellen des Billerbecker Bildhauers Bernd Meyer. Anfertigung in der Bildhauererei Dirks, Billerbeck, aus Baumberger Sandstein. Restaurierung 2009.                                                                                     | 1955-1956 | 29.08.1994       | 62              |
| BW | Speicher                                       | Bombeck Bombeck 41 Karte                               | |           | 28.11.1994       | 63              |
| BW | Hofanlage Haus Runde                           | Esking Esking 1 Karte                                  | |           | 15.03.1995       | 64              |
| BW | Fachwerkspeicher                               | Langenhorst Langenhorst 23 Karte                       | |           | 15.03.1995       | 65              |
| weitere Bilder                                                                                           | Jüdischer Friedhof                             | Billerbeck Hagen (L580 in Höhe der Berkelbrücke) Karte | |           | 16.03.1995       | 66              |
| ehemaliges Propsteigebäude                                                                               | ehemaliges Propsteigebäude                     | Billerbeck Johannikirchplatz 1 Karte                   | |           | 10.04.1995       | 67              |
| Wohngebäude                                                                                              | Wohngebäude                                    | Billerbeck Johannikirchplatz 14 Karte                  | |           | 10.04.1995       | 68              |
| Wohnhaus und Gaststätte                                                                                  | Wohnhaus und Gaststätte                        | Billerbeck Johannikirchplatz 13 Karte                  | |           | 10.04.1995       | 69              |
| ehemalige Vorschule                                                                                      | ehemalige Vorschule                            | Billerbeck Johannikirchplatz 12 Karte                  | |           | 16.12.1999       | 69 a            |
| BW | Bildstock Hl. Josef                            | Esking Esking 37 Karte                                 | |           | 10.04.1995       | 70              |
| BW | Ludgerus-Bildstock                             | Bockelsdorf Bockelsdorf 11 Karte                       | |           | 26.04.1995       | 71              |
| Geschäftshaus                                                                                            | Geschäftshaus                                  | Billerbeck Markt 2 Karte                               | |           | 11.10.1995       | 72              |
| Villa | Villa                                          | Billerbeck Darfelder Straße 6 Karte                    | |           | 04.10.1995       | 73              |
| Wohn- und Geschäftshaus                                                                                  | Wohn- und Geschäftshaus                        | Billerbeck An der Kolvenburg 6 Karte                   | |           | 04.10.1995       | 74              |
| BW | Wegekreuz / Bäume                              | Langenhorst Langenhorst 26 Karte                       | |           | 08.03.1996       | 75              |
| Bildstock Ludgeri Rast                                                                                   | Bildstock Ludgeri Rast                         | Westhellen an der K 52 Karte                           | | 1934      | 26.04.1996       | 76              |
| BW | Speicher                                       | Esking Esking 5 Karte                                  | |           | 02.05.1996       | 77              |
| BW | Haupthaus, Speicher                            | Lutum Lutum 7 Karte                                    | |           | 24.01.1997       | 78              |
| BW | Speicher und Bildstock                         | Langenhorst Langenhorst 17 Karte                       | |           | 24.01.1997       | 79              |
| BW | Hofanlage                                      | Temming Temming 53 Karte                               | |           | 02.06.1997       | 80              |
| Hakensieler Kreuz                                                                                        | Hakensieler Kreuz                              | Gerleve Gerleve 1 Karte                                | Das Kreuz wurde um 1800 zum Gedenken an die letzte Reise des hl. Ludger an der Stelle "Ludgeri Rast" errichtet. Seit 1934 steht an der Stelle eine steinerne Skulptur (Baudenkmal Nr. 76). Heute steht das Kreuz auf dem Wermeltschen Gründerhof in den unmittelbaren Nähe der Abteil Geleve.                                                                |           | 26.05.1996       | 81              |
| Mariensäule                                                                                              | Mariensäule                                    | Billerbeck Johannikirchplatz Karte                     | |           | 29.05.1998       | 82              |
| Wohngebäude                                                                                              | Wohngebäude                                    | Billerbeck Münsterstraße 36 Karte                      | |           | 22.02.1999       | 83              |
| Hofanlage                                                                                                | Hofanlage                                      | Alstätte Alstätte 15 Karte                             | |           | 14.05.1999       | 84              |
| Hofkapelle                                                                                               | Hofkapelle                                     | Westhellen Westhellen 2 Karte                          | |           | 17.05.1999       | 85              |
| BW | Speicher                                       | Hamern Hamern 29 Karte                                 | |           | 17.05.1999       | 86              |
| rückwärtiger Giebel und innenliegender Kamin                                                             | rückwärtiger Giebel und innenliegender Kamin   | Billerbeck Münsterstraße 16 Karte                      | |           | 23.02.2000       | 87              |
| BW | Bauernhaus                                     | Langenhorst Langenhorst 4 Karte                        | |           | 13.01.2003       | 88              |
| BW | Speicher                                       | Aulendorf Aulendorf 3 Karte                            | |           | 15.07.2003       | 89              |
| BW | Speicher                                       | Lutum Lutum 6 Karte                                    | |           | 29.12.2004       | 90              |
| weitere Bilder                                                                                           | ehemaliger Bahnhof Lutum                       | Lutum Lutum 15a Karte                                  | |           | 20.12.2005       | 91              |
| Freibad Billerbeck                                                                                       | Freibad Billerbeck                             | Billerbeck Osterwicker Straße Karte                    | |           | 12.05.2006       | 92              |
| | Fachwerkspeicher                               | Beerlage Temming 25                                    | |           | 29.04.2010       | 93              |
| | Korn- und Backhausspeicher                     | Kirchspiel Gantweg 14                                  | |           | 22.03.2016       | 94              |
| | Kalkbrennerei                                  | Dörholt Dörholt 17                                     | |           | 05.04.2019       | 95              |
| Wohnhaus und Schmiede („Alte Schmiede Uphues“)                                                           | Wohnhaus und Schmiede („Alte Schmiede Uphues“) | Billerbeck Münsterstraße 22 Karte                      | Zum Objekt gehört ein Ensemble aus massivem Wohnhaus, Fachwerkgebäude der ehemaligen Schmiede sowie Wirtschafts- und Stallgebäude, das über einen Zeitraum von fast 500 Jahren gewachsen ist und zum ältesten Gebäudebestand Billerbecks zählt. Der älteste Teil des zuletzt als Schmiede genutzten Fachwerkgebäudes entstand ab Mitte des 16. Jahrhunderts. |           | 25.11.2019       | 96              |